# Antas (Vila Nova de Famalicão)
Antas ist eine portugiesische Gemeinde (Freguesia) im nordportugiesischen Kreis Vila Nova de Famalicão. In ihr leben 6925 Einwohner (Stand 30. Juni 2011).
Sie gehört neben den Gemeinden Brufe, Calendário und Vila Nova de Famalicão zum Stadtgebiet von Vila Nova de Famalicão.
Das Ortsbild wird geprägt von der katholischen Kirche Igreja de Santiago de Antas, die im 13./14. Jahrhundert im Stil der Romanik am Übergang zur Gotik entstand.

## Bauwerke
- Alminhas de São Cláudio
- Oratório da Ponte